# Успенский собор (Салават)
Успенский кафедральный собор города Салавата, бывш. храм в честь святого благоверного Великого князя Димитрия Донского — православный храм Салаватской епархии . Собор расположен по адресу: улица Уфимская, 35 в городе Салавате, Башкортостан.

## История
В 1940-60 годах в Салавате не было ни одного храма. Верующие ездили молиться в Ишимбай. Позже в микрорайоне Мусино был построен молельный дом. Строительство нового храма в Салавате началось в 1990 году. 19 августа 1994 г. епископ Уфимский и Стерлитамакский Никон (Васюков) заложил и освятил первый камень в основание будущего храма.
Предприятие «Ишимбайжилстрой» произвело закладку фундамента храма. Генеральным заказчиком строительства стал ОАО «Салаватнефтеоргсинтез» (Газпром нефтехим Салават). Управление капитального строительства ОАО «Салаватнефтеоргсинтез» под руководством В. П. Мишенева берет в подрядчики СПК «Жилпромстрой», директором которого был и является В. В. Петраковский. Землеотвод - гл. архитектор Николай Павлович Зыкин.

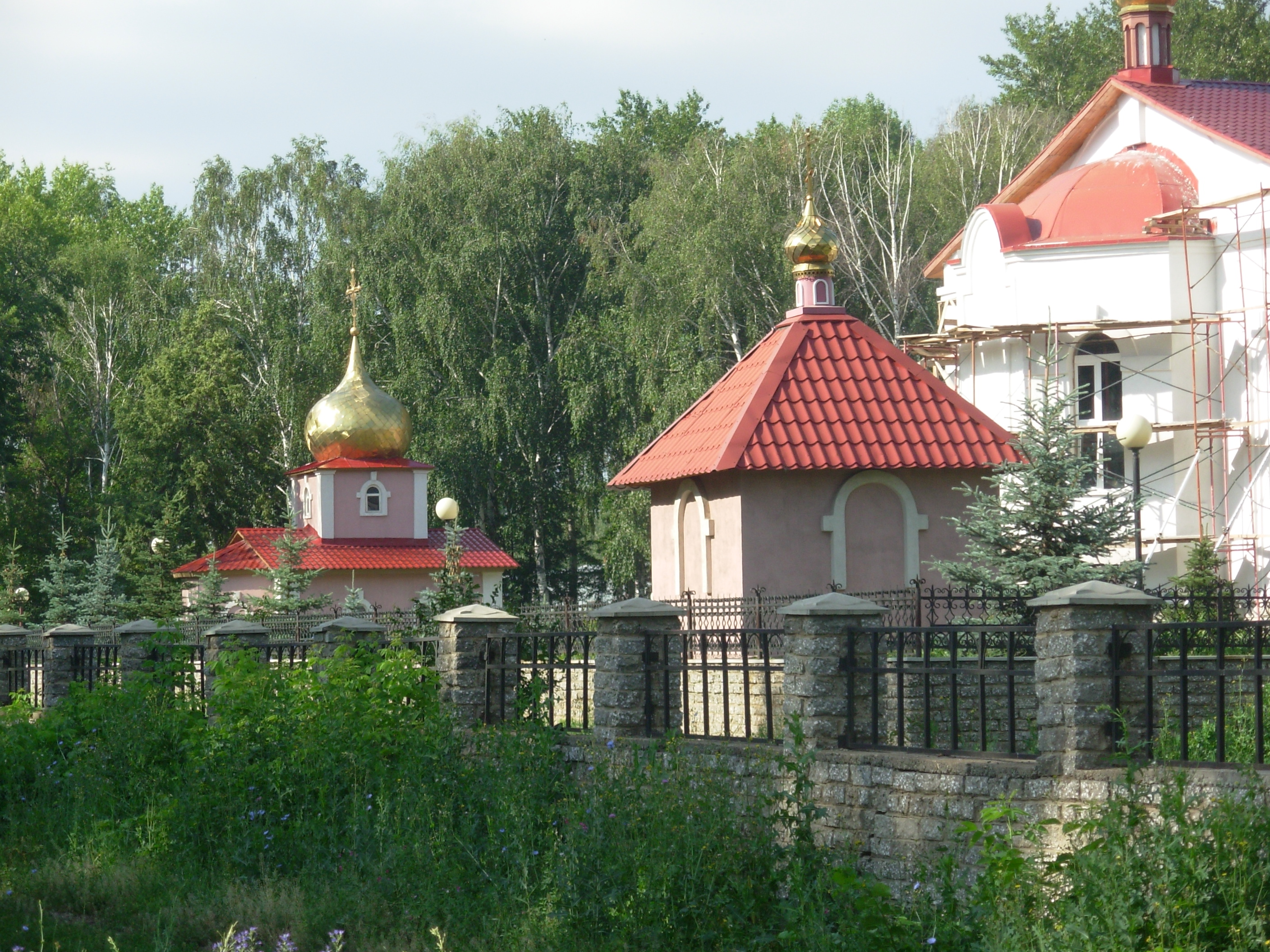
На территории храма Дмитрия Донского

Большую помощь в строительстве оказывали Корнеев Валерий, В. П. Мишенев, В. В. Петраковский, Ф. В. Золотарев, Н. И. Сигаков — руководители Салаватских организаций, Рожков П. М. — ОАО «Башэлектромонтаж», Г.Ф Паршиков — «Салаватский водоканал» и др.
Колокола приобрела и подарила церкви фирма Петраковского В. В. (СПК «Жилпромстрой»).
Открытие храма состоялось 29 ноября 2002 г.
Иконы для иконостаса написал художник Андрей Чемакин. В храме установлен престол в честь святого благоверного князя Димитрия Донского.
Для храма построены два симметричных здания. В них размещены трапезная, гостиница, библиотека православной и церковной литературы, воскресная школа. В воскресной школе детей учат Закону Божьему, иконописи, вышиванию, столярному делу и церковному пению.
На территории храма также построена часовня.
В храме поет церковный хор под руководством регента Виталия Швецова. .

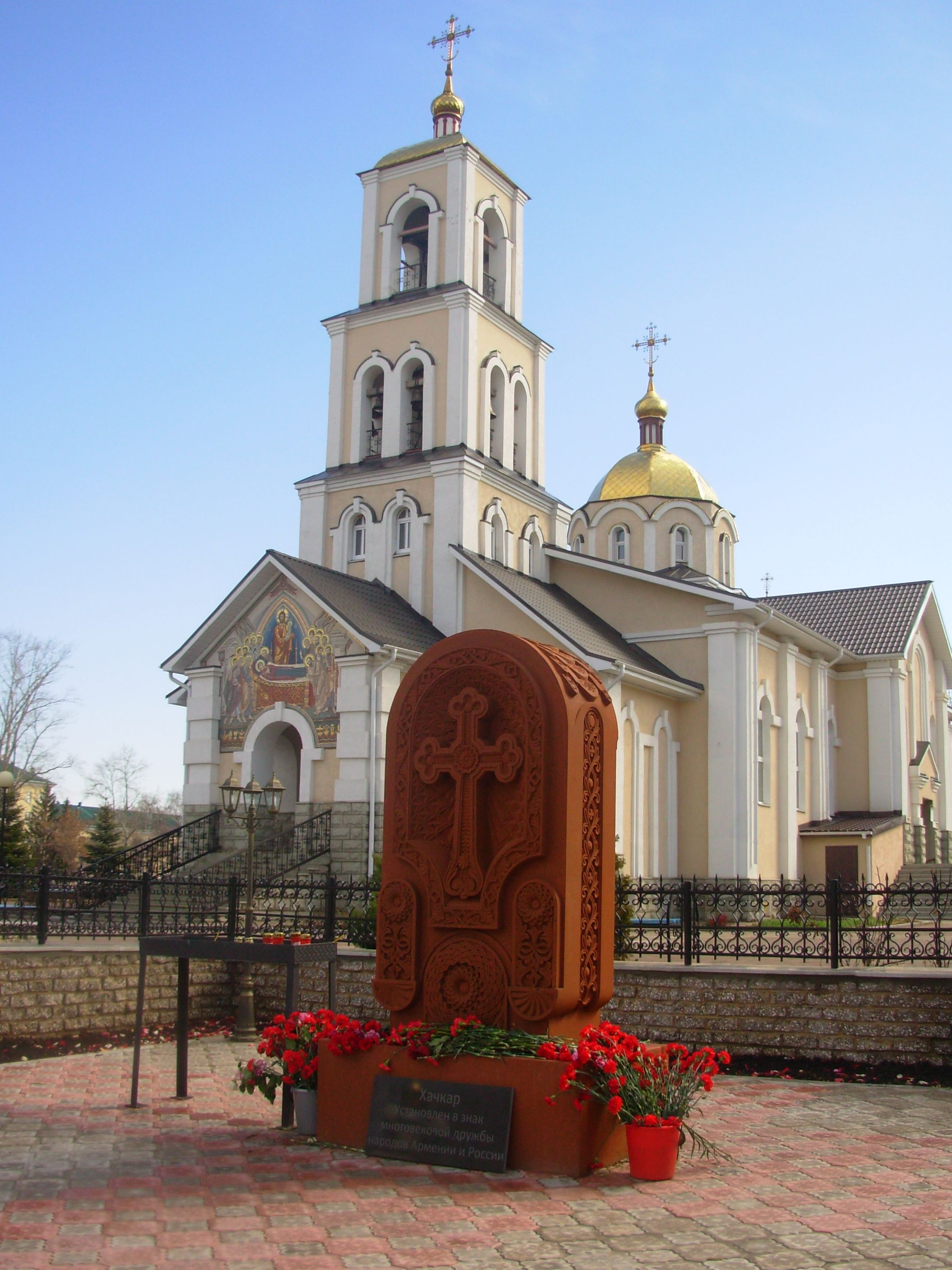
Крест-Хачкар на территории храма Дмитрия Донского

В 2011 году в храме при поддержке ОАО «Газпром нефтехим Салаватат» проведена реконструкция, сделан ремонт внутри
административного здания, где обустроены библиотека, трапезная, прачечная и социальные службы.
В 2012 году образована Салаватско-Кумертауская епархия , и храм становится кафедральным собором. Главой епархии назначен епископ Николай (Субботин).  12 апреля 2012 года состоялась торжественная встреча Владыки в храме в честь св. блг. Вел. кн. Димитрия Донского.
В 2013 году храм получил официальный статус собора и стал именоваться как Успенский кафедральный собор города Салавата. В 2015 году в храме проводится реконструкция, расписываются стены верхнего предела. Во время реставрации богослужения проходят в нижнем храме.
На территории храмового комплекса Успенского кафедрального собора 23 апреля 2015 года был открыт и освящён армянский поклонный крест Хачкар из розового туфа в память о геноциде армянского народа (скульптор Фридрих Мкртичевич Согоян – заслуженный художник Армении, народный художник России). Чин освящения совершил епископ Салаватский и Кумертауский Николай в присутствии иерея Иоиля Гамагеляна, клирика кафедрального Собора Первопрестольного Святого Эчмиадзина Армянской апостольской церкви г. Вагаршапат, Армения.

## Информация
Храм открыт с 7-00 до 19-00 ежедневно.
Богослужение ежедневное: 8:00 — часы, 8:30 — Литургия. После Литургии — молебен, панихида. В 17:00 — вечернее богослужение (вечерня, утреня или всенощное бдение).
При храме действует Воскресная школа для взрослых и детей. Классы: Закон Божий, изучение Священного Писания, Катехизис, История Русской Православной церкви, Богословие.
Престольный праздник собора в честь Святого Благоверного Князя Димитрия Донского — 19 мая/1 июня.
Территория храма (100х130м) по периметру огорожена кирпичным забором с металлической решёткой и с металлическими ажурными воротами.
До храма можно добраться на любом автобусе или маршрутке, так как находится он рядом с железнодорожным и автовокзалом.

## Святыни храма
В Успенском кафедральном соборе хранятся святыни:
- Крест-Голгофа с частицей Древа Животворящего Креста Господня[8], подаренный в 2000 году Высокопреосвященнейшим Никоном,  митрополитом Уфимским и Стерлитамакским.
- Рака с частицами Древа Животворящего  Креста Господня, частицами мощей святого Иоанна Крестителя, апостола Матфея, святителя Николая Чудотворца, святителя Димитрия Ростовского, святителя Игнатия Брянчининова, святой благоверной великой княгини- инокини Анны Кашинской,  преподобного Нила Столобенского, преподобного Агапия Печерского, святителя Иоанна Златоуста, святого великомученика и целителя Пантелеимона, святого мученика Трифона, святого мученика Смарагда, преподобного Иова Почаевского, преподобного Серафима Саровского, преподобной Ефросинии Полоцкой, благоверного князя Константина Муромского, праведного Симеона Верхотурского.[9]
- Иконы с частицами мощей: икона преподобного Моисея Уфимского, икона святого праведного Симеона Верхотурского, иконы блаженной Варвары, затворницы Скворчихинской, икона Блаженной Матроны Московской, икона святителя Николая, икона великомученика  Пантелеимона.

## Духовенство
«С любовью и чувством глубокой ответственности перед детьми, внуками, правнуками, всеми, кто будет жить после нас, выстроен и продолжает благоукрашаться Князь-Димитриевский храм. С любовью и мыслью о будущем».
Духовенство храма: 
- Протоиерей Владислав Авдеев.
- Протоиерей Сергей Завьялов.
- Иерей Димитрий Морозов.
- Иерей Олег Кабуков.
- Иерей Дионисий Антипов.
- Иерей Вячеслав Смольников.
- Протодиакон Сергий Соловьев.
- Диакон Роман Гизитдинов.

Духовенство храма участвует в научно-краеведческой работе, организует паломнические поездки прихожан, проводит пастырская работу среди молодёжи.

## Фотогалерея

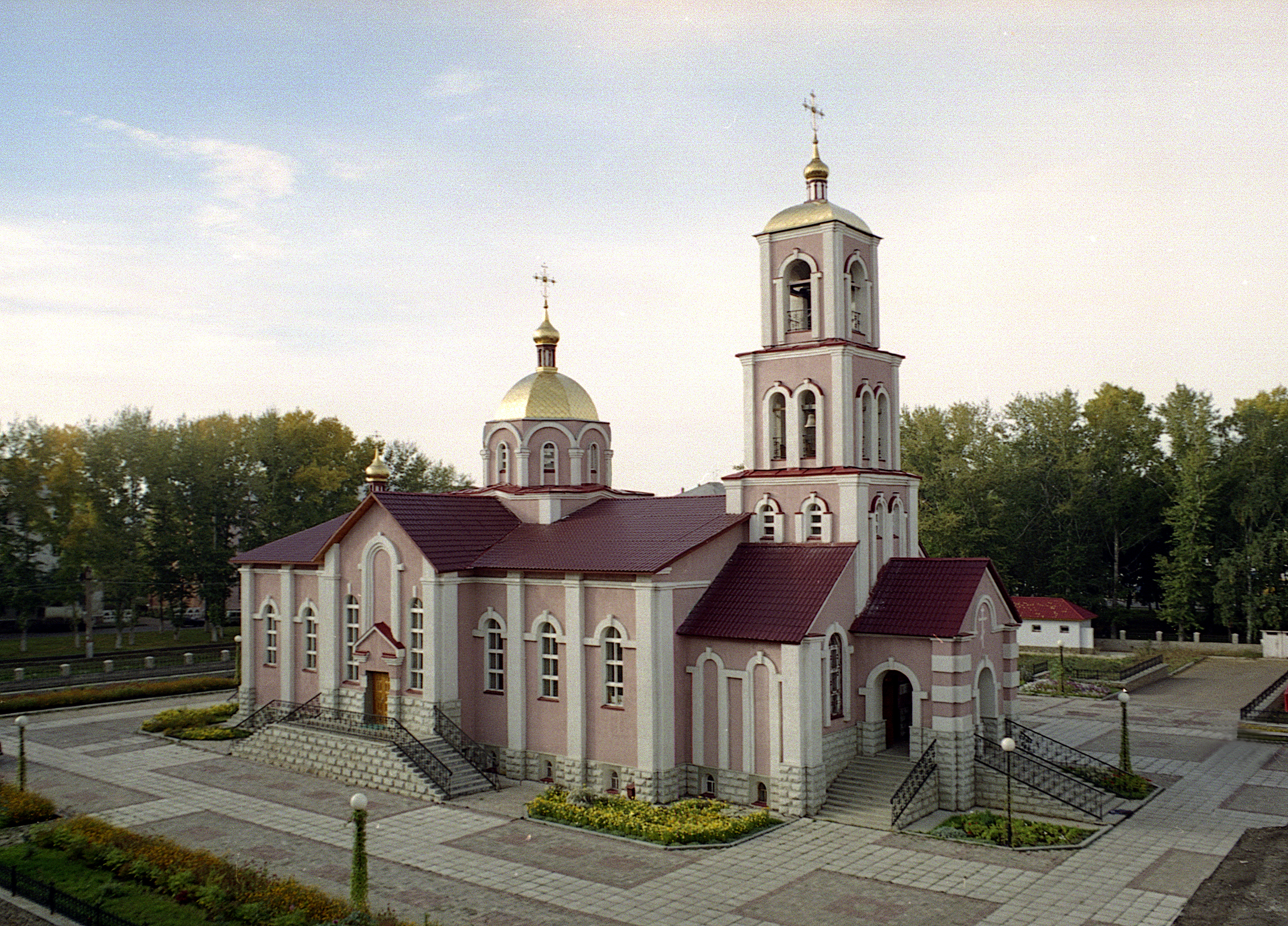
Храм Дмитрия Донского в Салавате
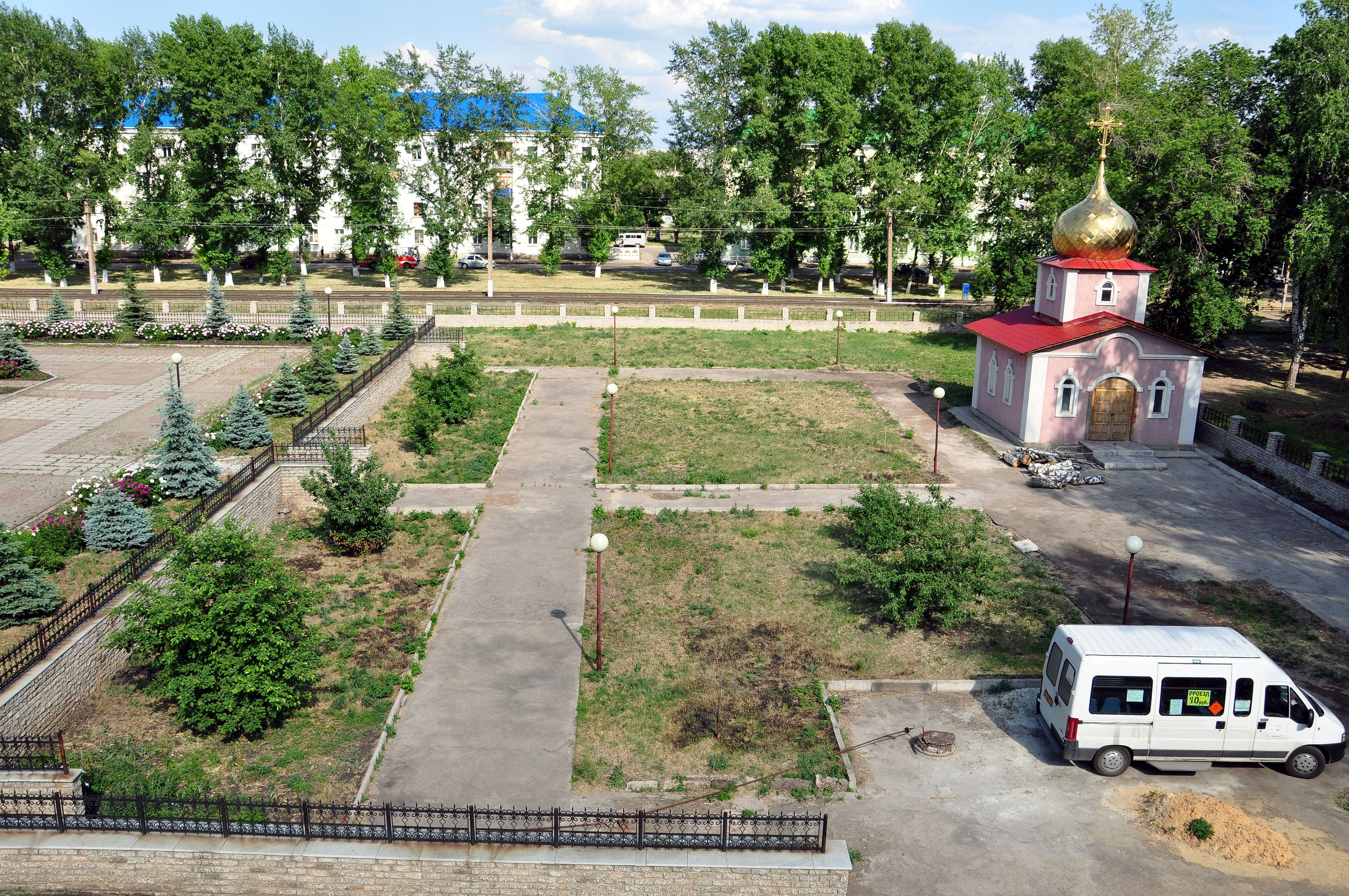
Часовня в храме
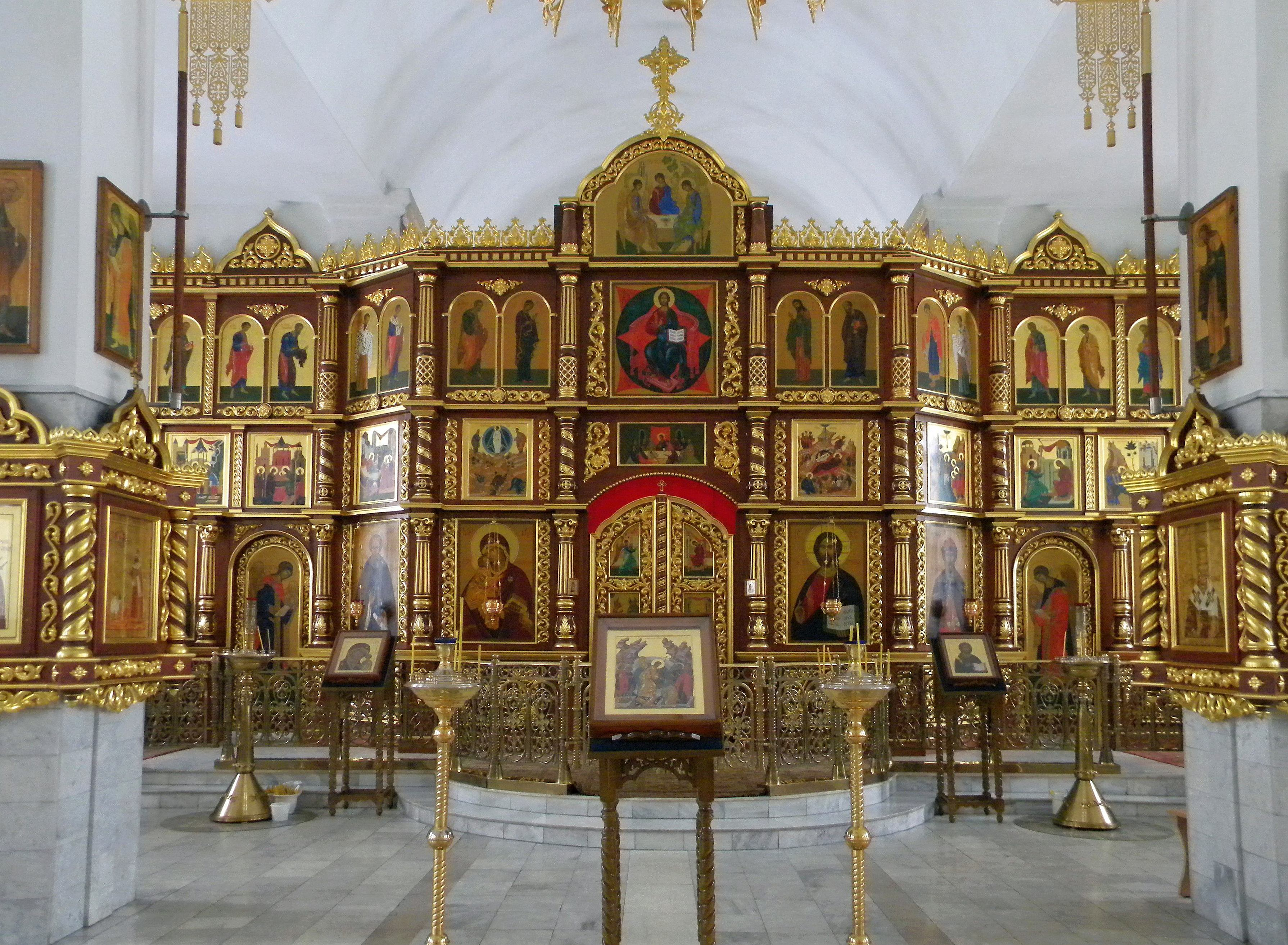
Иконостас храма
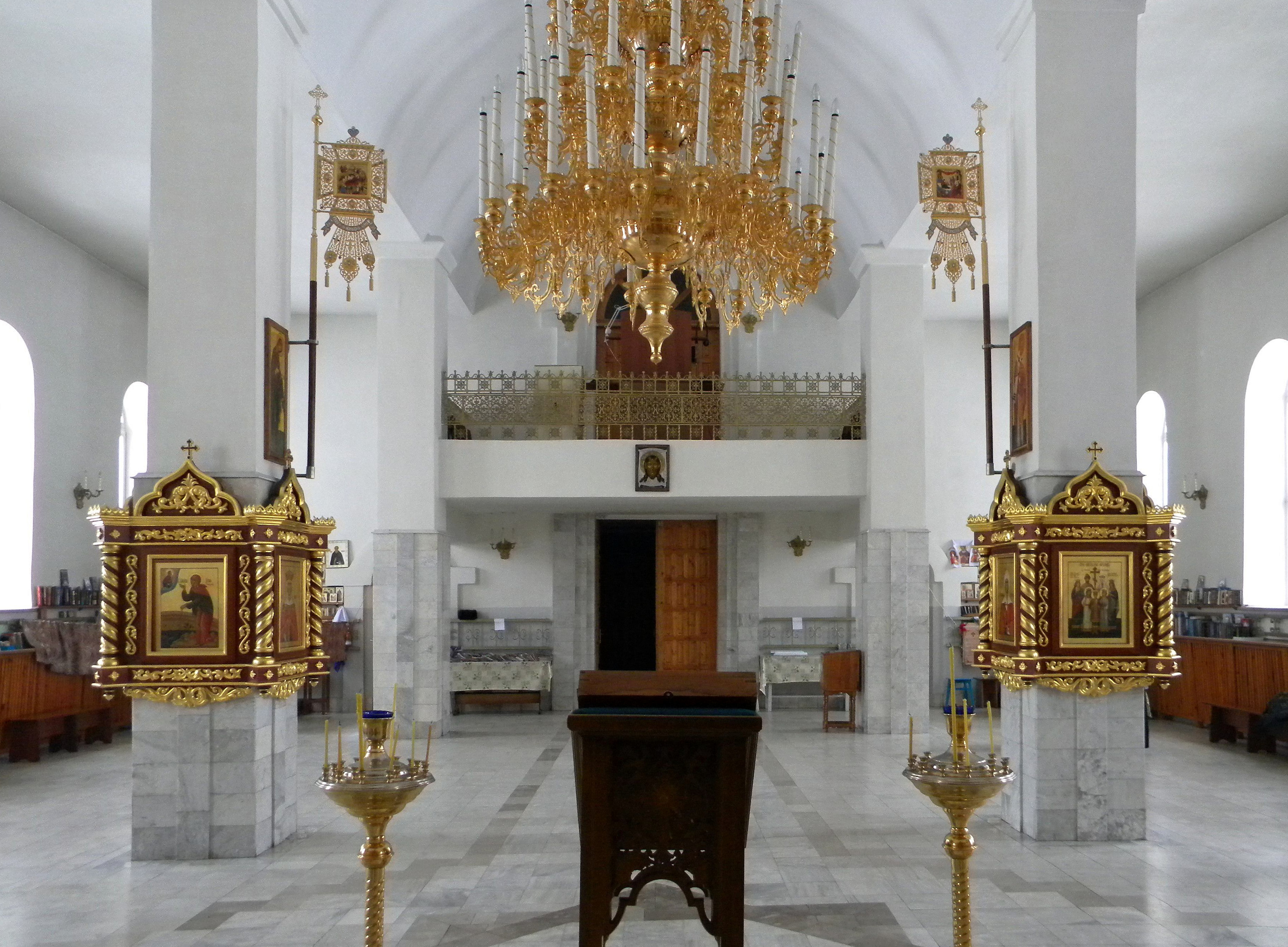
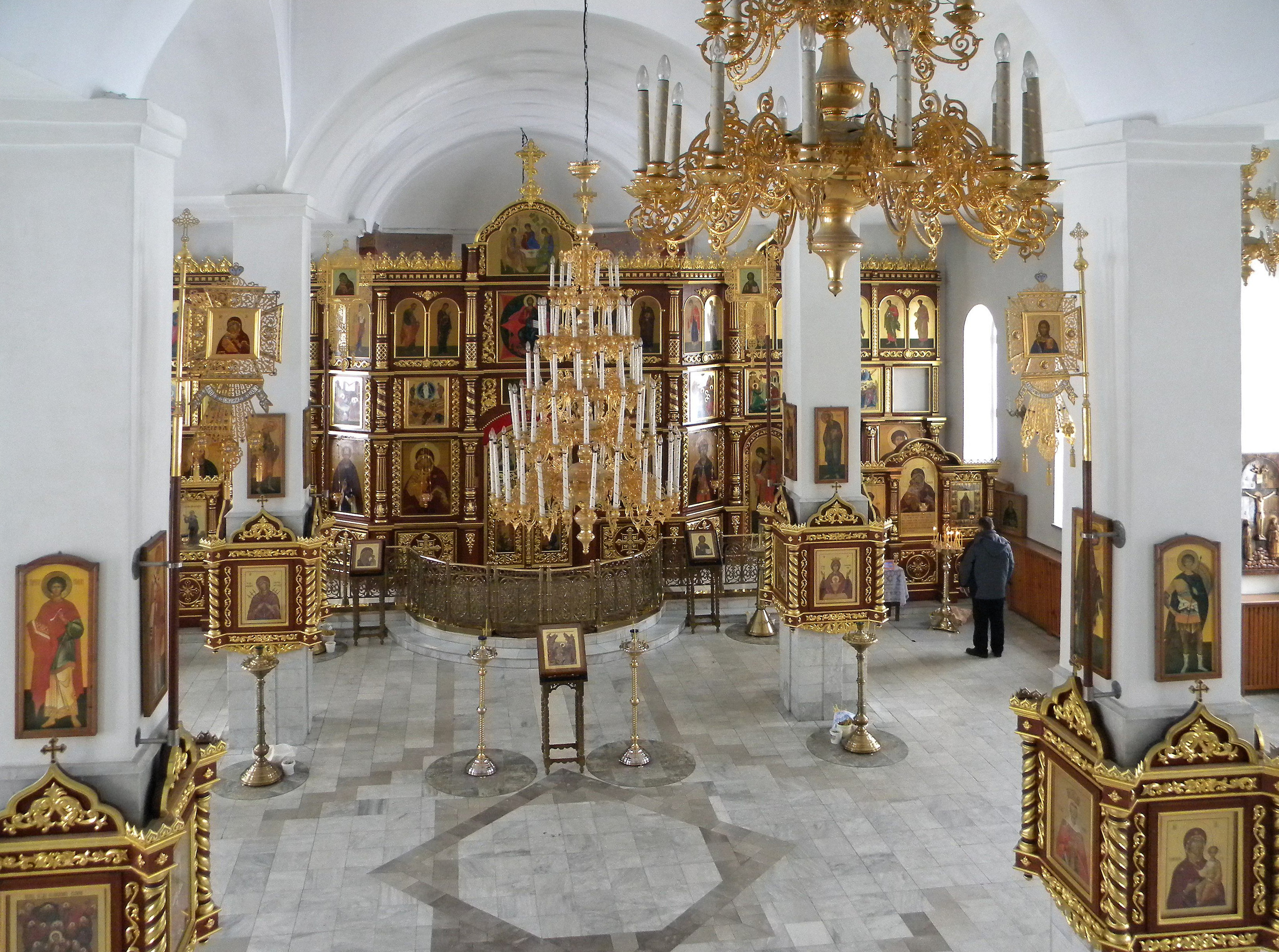